# Brian Davison's Every Which Way
Brian Davison's Every Which Way, pubblicato dalla Charisma nel 1970, è l'unico album dell'omonimo gruppo fondato lo stesso anno da Brian Davison – ex batterista di The Nice – con il polistrumentista e cantautore Graham Bell, già cantante degli Skip Bifferty negli anni sessanta.
Il sodalizio artistico tra i due terminò ancor prima della pubblicazione dell'album che, all'epoca, si rivelò un fiasco a livello commerciale.

## Contenuto
Graham Bell risulta unico autore di tutti i brani del disco eccetto due: All in Time, interamente accreditato a Maria Niforos (futura moglie di Brian Davison) e What You Like, cofirmato da Bell e «B. Niforos». In entrambi i casi, dietro l'altro nominativo si cela lo stesso Davison il quale, oltre a intestarsi il progetto in quanto già sufficientemente noto per la recente militanza in The Nice, ne fu anche produttore.

Il testo del brano Go Placidly consiste in versi tratti da Desiderata (1927), poesia in prosa di Max Ehrmann molto in voga nella cultura hippy:
(Max Ehrmann)

## Accoglienza
Le sedute di registrazione fecero emergere fra i due autori divergenze artistiche che si acuirono dopo la pubblicazione del disco e il gruppo finì per dissolversi ancor prima di debuttare dal vivo, pregiudicando così anche la promozione dell'album che fu praticamente ignorato dal grande pubblico e conseguentemente dalle classifiche. Dall'intera esperienza Davison trasse la naturale conclusione di non essere tagliato per i ruoli di produttore e bandleader e da allora tornò a ricoprire quello di semplice batterista, fino alla decisione di abbandonare la professione, maturata a metà degli anni settanta.
Graham Bell nel 1971 si unì al gruppo di blues rock ARC – dove fra l'altro ritrovò l'ex chitarrista degli Skip Bifferty, John Turnbull – e con loro pubblicò, sempre per la Charisma, un album dal titolo: Bell+ARC, dopodiché i suoi contatti con il mercato discografico si diradarono sensibilmente. Quanto agli altri tre musicisti del disco, il bassista Alan Cartwright dal 1971 al 1977 militò nei Procol Harum; il chitarrista John Hedley nel 1974 si unì ai Last Exit, gruppo di jazz rock nel quale militava anche Sting subito prima di fondare The Police; infine il fiatista Geoffrey Peach, tra il 1976 e il 1982, collaborò col gruppo tedesco Lake dapprima come tastierista e poi come fonico, in entrambi i casi con lo pseudonimo "Geoff Peacey".

## Tracce
Testi e musiche di Graham Bell, eccetto dove indicato.
Lato A
1. Bed Ain't What It Used to Be – 9:30
2. Castle Sand – 6:47
3. Go Placidly – 3:50

Lato B
1. All in Time – 8:54 (Maria Niforos)
2. What You Like – 3:42 (Bell, B. Niforos)
3. The Light – 6:18

Nota: Sul vinile della prima edizione inglese, i lati A/B erano scambiati rispetto a quanto riportato nella tracklist di copertina. Quest'ultima fu invece rispettata in altre edizioni, CD compresi, ed è perciò quella qui indicata.

## Formazione
- Graham Bell – piano elettrico, chitarra acustica, voce solista
- Alan Cartwright – basso elettrico
- Brian Davison – batteria, percussioni
- John Hedley – chitarra elettrica
- Geoffrey Peach – sassofono, flauto traverso, cori